# LoveMusik
Pour l’article ayant un titre homophone, voir Love Muzik.
LoveMusik est une comédie musicale écrite par Alfred Uhry, utilisant une sélection de musique de Kurt Weill. 

## Histoire
L'histoire explore la romance et la vie de Kurt Weill et de Lotte Lenya, basée sur Speak Low (When You Speak Love): The Letters of Kurt Weill and Lotte Lenya, édité et traduit par Lys Symonette et Kim H. Kowalke. Harold Prince avait lu Speak Low et suggéré l'idée d'une comédie musicale à Uhry. 
Uhry et Harold Harold Prince ont travaillé sur LoveMusik pendant quatre ans pour en faire une œuvre scénique. 
L'histoire s'étend sur plus de 25 ans, de la première rencontre de Lenya et Weill en tant que jeunes artistes en difficulté, à leur popularité en Europe et en Amérique, en passant par la mort de Weill d'une crise cardiaque à l'âge de 50 ans.

## Numéros musicaux
| Acte I - Speak Low (paroles d'Ogden Nash) — Kurt Weill et Lotte Lenya - Nanna's Lied (paroles de Bertolt Brecht) — Femme dans les escaliers - Kiddush — Famille de Weill - Songs of the Rhineland (paroles d'Ira Gershwin) — Famille de Lenya - Klops Lied (Meatball Song) — Kurt Weill - Berlin Im Licht — Lotte Lenya - Wooden Wedding (paroles d'Ogden Nash) — Kurt Weill, Lotte Lenya, magistrat et secrétaire de la cour - Tango Ballad (paroles de Bertolt Brecht) — Bertolt Brecht et les femmes de Brecht - Alabama Song (paroles de Bertolt Brecht) — Auditionneurs et Lotte Lenya - Girl of the Moment (paroles d'Ira Gershwin) — Ensemble - Moritat (paroles de Bertolt Brecht) — Bertolt Brecht, Lotte Lenya, Otto et l'Ensemble - Schickelgruber (paroles de Howard Dietz) — Kurt Weill et Bertolt Brecht - Come to Paris (paroles d'Ira Gershwin) — Ensemble - I Don't Love You (paroles de Maurice Magre) — Kurt Weill et Lotte Lenya - Wouldn't You Like to Be on Broadway (paroles de Langston Hughes et Elmer Rice) — Kurt Weill et Lotte Lenya - Alabama Song (Reprise) (paroles de Bertolt Brecht) — Lotte Lenya, Kurt Weill, Bertolt Brecht et l'Ensemble | Acte II - How Can You Tell an American (paroles de Maxwell Anderson) — Ensemble - Very, Very, Very (paroles d'Ogden Nash) — Kurt Weill - It's Never Too Late to Mendelssohn (paroles d'Ira Gershwin) — Kurt Weill, Lotte Lenya, sténographe et juge - Surabaya Johnny (paroles de Bertolt Brecht) — Lotte Lenya - Youkali (paroles de Roger Fernay) — Bertolt Brecht et les femmes de Brecht - Buddy on the Night Shift (paroles d'Oscar Hammerstein II) — Allen Lake - That's Him (paroles d'Ogden Nash) — Kurt Weill - Hosannah Rockefeller (paroles de Bertolt Brecht) — Bertolt Brecht et les femmes de Brecht - I Don't Love You (Reprise) (paroles de Maurice Magre) — Lotte Lenya et Kurt Weill - The Illusion Wedding Show (paroles d'Alan Jay Lerner) — George Davis et l'Ensemble - It Never Was You (paroles de Maxwell Anderson) — Kurt Weill - A Bird of Passage (paroles de Maxwell Anderson) — Ensemble - September Song (paroles de Maxwell Anderson) — Lotte Lenya et George Davis |

## Récompenses et nominations

### Production originale de Broadway
| Année | Récompense        | Catégorie                                                                     | Candidat               | Résultat   |
| ----- | ----------------- | ----------------------------------------------------------------------------- | ---------------------- | ---------- |
| 2007  | Tony Awards       | Meilleure performance d'un acteur principal dans une comédie musicale         | Michael Cerveris       | Nomination |
| 2007  | Tony Awards       | Meilleure performance d'une actrice de premier plan dans une comédie musicale | Donna Murphy           | Nomination |
| 2007  | Tony Awards       | Meilleure performance d'un acteur en vedette dans une comédie musicale        | David Pittu            | Nomination |
| 2007  | Tony Awards       | Meilleures orchestrations                                                     | Jonathan Tunick        | Nomination |
| 2007  | Drama Desk Awards | Musique exceptionnelle                                                        | Musique exceptionnelle | Nomination |
| 2007  | Drama Desk Awards | Livre exceptionnel d'une comédie musicale                                     | Alfred Uhry            | Nomination |
| 2007  | Drama Desk Awards | Acteur exceptionnel dans une comédie musicale                                 | Michael Cerveris       | Nomination |
| 2007  | Drama Desk Awards | Actrice exceptionnelle dans une comédie musicale                              | Donna Murphy           | Lauréat    |
| 2007  | Drama Desk Awards | Acteur vedette exceptionnel dans une comédie musicale                         | David Pittu            | Nomination |
| 2007  | Drama Desk Awards | Chorégraphie exceptionnelle                                                   | Patricia Birch         | Nomination |
| 2007  | Drama Desk Awards | Réalisateur exceptionnel d'une comédie musicale                               | Harold Prince          | Nomination |
| 2007  | Drama Desk Awards | Orchestrations exceptionnelles                                                | Jonathan Tunick        | Lauréat    |
| 2007  | Drama Desk Awards | Scénographie exceptionnelle                                                   | Beowulf Boritt         | Nomination |
| 2007  | Drama Desk Awards | Conception de costumes exceptionnelle                                         | Judith Dolan           | Nomination |
| 2007  | Drama Desk Awards | Conception d'éclairage exceptionnelle                                         | Howell Binkley         | Nomination |
| 2007  | Drama Desk Awards | Conception sonore exceptionnelle                                              | Duncan Robert Edwards  | Nomination |